# Thomas Steiger
Thomas Steiger (geboren am 31. Juli 1996 in Ellwangen) ist ein deutscher Goalballsportler.
Der sehbehinderte Steiger (funktionelle Klassifizierung B2) spielt bei BVSV Nürnberg.
Zu seinen Erfolgen mit der deutschen Nationalmannschaft zählen ein 2. Platz bei der Weltmeisterschaft 2018 sowie der 1. Platz bei der Europameisterschaft 2019. Bei der Europameisterschaft 2017 erreichte er im Team den 2. Platz, 2015 den 5. Platz und 2013 Platz 4.
Steiger ist gelernter Sportphysiotherapeut.